# ジョン・ヒューストン
ジョン・ヒューストン（John Huston [ˈhjuːstən]、本名: John Marcellus Huston、1906年8月5日 - 1987年8月28日）は、アメリカ合衆国の映画監督・脚本家・俳優。

## 生涯

### 幼少時代

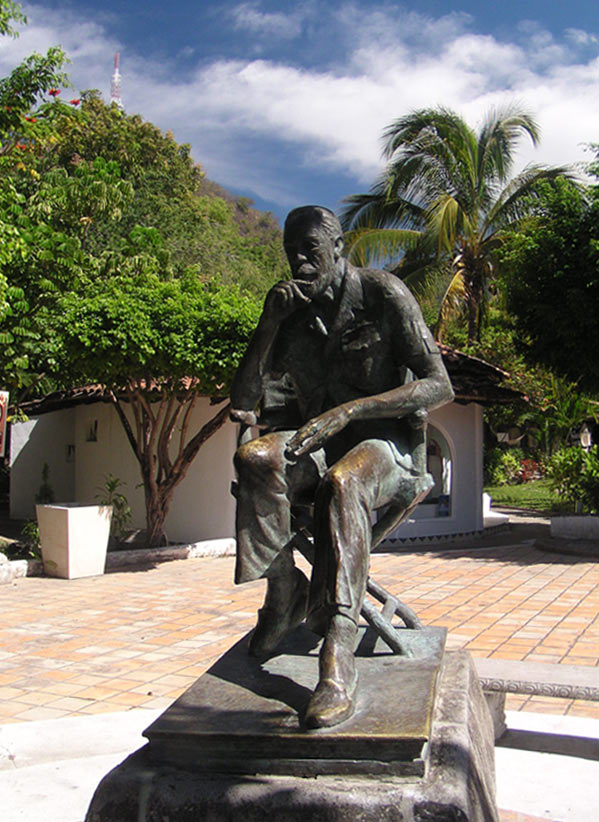
メキシコの:en:Puerto Vallartaにあるヒューストン像

父親は俳優のウォルター・ヒューストン。ミズーリ州にて俳優一家に生まれ、3歳の時から舞台に立つ。ティーンエイジャーの頃はボクシングに熱中し、その後はメキシコを放浪して様々な職業に就いた。

### 脚本家から映画監督へ
後にハリウッドに落ち着いて脚本を書くようになり、『黒蘭の女』（1938年）や『ヨーク軍曹』（1941年）などの脚本を手がけてアカデミー賞ノミネート等の実績を積んだ後、1941年にダシール・ハメット原作の小説を映画化した『マルタの鷹』で監督デビューを果たした。『マルタの鷹』はハードボイルド、またはフィルム・ノワールの古典的作品となり、本作で主演を務めたハンフリー・ボガートを人気スターに押し上げた。
しかし、その頃から第二次世界大戦が激化するようになったことから1942年に陸軍に入隊。通信隊に配属され、『アリューシャン列島からの報告』といった記録映画を4本監督した。

### 映画監督として
1948年、ハリウッドに戻ってワーナー・ブラザースのもとで監督した『黄金』と『キー・ラーゴ』が公開される。『黄金』は、その年のワーナー社における最大のヒット作となり、アカデミー監督賞と脚色賞を受賞。父親のウォルター・ヒューストンにはアカデミー助演男優賞をもたらした。また、『キー・ラーゴ』ではクレア・トレヴァーにアカデミー助演女優賞をもたらしたものの、ワーナー社の勝手な無断編集に激怒し決別するとMGMと契約し、ケイパー映画の草分け的的作品となる『アスファルト・ジャングル』（1950年）を監督した。
1951年には『アフリカの女王』が公開。デビュー作から何度もタッグを組んできたハンフリー・ボガートと初タッグとなるキャサリン・ヘプバーンの共演とあり、映画は大ヒット。ボガートに初のアカデミー主演男優賞をもたらした。しかし、その頃のハリウッドにおける赤狩りに嫌気が指し、翌年にはアイルランドに移住してから『赤い風車』（1952年）を監督し、再び大ヒットを記録した。
1956年、長年映画化を望んでいた『白鯨』が公開。暗いテーマのため興行的には失敗したが、批評家からの評価は高く、後年にはスティーヴン・スピルバーグの『ジョーズ』が公開され、コンセプトが似ていることから再評価されるようになった。1958年の『黒船』では日本でロケを行った。
その後もコンスタントに作品を発表し、西部劇『許されざる者』（1960年）ではオードリー・ヘプバーンをヒロイン役で起用、『荒馬と女』（1960年）では本作が遺作となったクラーク・ゲーブルとマリリン・モンローを起用して大ヒットを記録した。

### 俳優としての活動
俳優としては壮年期以降、個性的なバイプレイヤーとしていくつかの作品に出演している。1963年の『枢機卿』ではゴールデングローブ賞 助演男優賞を受賞し、アカデミー助演男優賞にノミネートされる。1974年のフィルム・ノワール映画『チャイナタウン』（ロマン・ポランスキー監督）では、ジャック・ニコルソン演じる私立探偵ジェイク・ギテスの前に立ちはだかる下衆で非道なロサンゼルス政界の悪役ノア・クロスを演じ、2003年にアメリカン・フィルム・インスティチュートが発表したアメリカ映画100年のヒーローと悪役ベスト100では16位にランクインするなど、映画史に残る悪役として評価された。他にも自分の監督作品にも出演しており、『天地創造』や『007/カジノ・ロワイヤル』にも出演している。

### 晩年
1975年のショーン・コネリーとマイケル・ケイン主演の『王になろうとした男』で再び高い評価を獲得。1985年のブラック・コメディ映画『女と男の名誉』では、娘のアンジェリカ・ヒューストンがアカデミー助演女優賞を受賞し、親子三代でオスカー受賞を達成した。また、自身も監督賞にノミネートされ、当時79歳で最高齢記録を樹立した。
晩年、遺作となる『ザ・デッド/「ダブリン市民」より』（1987年）を息子トニー・ヒューストンによる脚本で監督。長年ヘビースモーカーであったために当時は既に健康的にも芳しくはなく、常に酸素吸入器を付けながらの撮影だった。撮影終了後の1987年8月28日、肺気腫により81歳で他界した。本作は死後に公開された。

## 作風
男性的で骨太なタッチの作品が多く、また、目的を持って行動する主人公たちが徒労の果てに挫折していくというストーリーをしばしば取り上げることも特徴であり、欲望に目が眩んで自滅する黄金探しの山師を描いた『黄金』や、一攫千金を夢見る宝石強盗団の顛末を描いた『アスファルト・ジャングル』、鯨との闘いを通して自然との無謀な争いを描いた『白鯨』、王になるという夢を果たそうと冒険に出る男達を描いた『王になろうとした男』、愛と名誉と狭間で苦悩するマフィアの一員を描いた『女と男の名誉』といった作品が最もたる例である。
また、恋愛物では戦争中における自然の極地を舞台にすることが多く、ジャングルが舞台である『アフリカの女王』や、無人島が舞台となっている『白い砂』がある。

## 私生活
生涯で5回結婚している。そして1度の死別を除いた4回はすべて離婚した。「人間、5回も結婚すべきでない」と晩年に反省の弁を残している。2人目までは映画界と無縁の女性だが、3人目は女優イヴリン・キース（『風と共に去りぬ』でスカーレット・オハラの妹役を演じた。イヴリンの名は偶然にも『チャイナタウン』でフェイ・ダナウェイが演じたノア・クロスの娘イヴリン・モウレーと同じ）。4人目がバレリーナ、リッキー・ソマ。リッキーの事故死後、5人目の妻はメキシコ人女性。70歳を過ぎても、自分の子供のような年齢のメキシコ人女性と同棲していた。リッキー・ソマとの間の娘アンジェリカ・ヒューストン、俳優ゾーイ・サリスとの子ダニー・ヒューストンは俳優となった。
また、豪快な性格であり、『アフリカの女王』ではロケーション中に映画撮影を放り出して狩猟に没頭してしまうなどの奇想天外なエピソードを多く残し、後年にはキャサリン・ヘプバーンに自伝で批判された上に、クリント・イーストウッドが本作でのエピソードを映画化するほどであった。
自身のデビュー作から何度もタッグを組んできたハンフリー・ボガートとは生涯の親友であり、ボガートの葬式では弔辞を読んだ。
『白鯨』に神父役で出演したオーソン・ウェルズとも監督デビューが同年ということで仲も良く、自身の晩年にはウェルズの監督作品である『風の向こうへ』に今度は自分が役者として出演したが、ウェルズの死により未完のまま終わってしまった。
脚本家としてデビューした頃、ハリウッドのサンセット大通りを車で走行中に人身事故を起こして相手方を死亡させてしまったことがある。裁判では無罪となったものの、ショックでロンドンやパリに引っ越し、放浪の暮らしをしていた時期があった。
シャトー・ムートンのラベルデザインを手掛けた。ヴィンテージは1982年。

## その他
日本では、1987年にサントリーオールドの広告に起用されたことがある。くしくも本人が他界した年に、都内並びに大阪市内の鉄道の駅構内に掲載されている。

## フィルモグラフィー

### 監督作品
- マルタの鷹 The Maltese Falcon（1941）
- パナマの死角 Across the Pacific（1942）※日本未公開
- アリューシャン列島からの報告 Report from the Aleutians（1943）※ドキュメンタリー映画
- サン・ピエトロの戦い The Battle of San Pietro（1945）※ドキュメンタリー映画
- 光あれ Let There Be Light（1946）※ドキュメンタリー映画
- 黄金 The Treasure of the Sierra Madre（1948）
- キー・ラーゴ Key Largo（1948）
- アスファルト・ジャングル The Asphalt Jungle（1950）
- 勇者の赤いバッヂ The Red Badge of Courage（1951)
- アフリカの女王 The African Queen（1951）
- 赤い風車 Moulin Rouge（1952）
- 悪魔をやっつけろ Beat the Devil（1953）
- 白鯨 Moby Dick（1956）
- 白い砂 Heaven Knows, Mr. Allison（1957）
- 黒船 The Barbarian and the Geisha（1958）
- 自由の大地 The Roots of Heaven（1958）
- 許されざる者 The Unforgiven（1960）
- 荒馬と女 The Misfits（1961）
- フロイド/隠された欲望 Freud: The Secret Passion（1962）
- イグアナの夜 The Night of the Iguana（1964）
- 天地創造 The Bible（1966）※出演も
- 007/カジノ・ロワイヤル Casino Royale（1967）※出演も
- 禁じられた情事の森 Reflections in a Golden Eye（1967）
- 華麗なる悪 Sinful Davey（1969）
- ゴングなき戦い Fat City（1972）
- ロイ・ビーン The Life and Times of Judge Roy Bean（1972）※出演も
- マッキントッシュの男 The MacKintosh Man（1972）
- 王になろうとした男 The Man Who Would Be King（1975）
- 勝利への脱出 Escape to Victory（1980）
- アニー Annie（1982）
- 火山のもとで Under the Volcano（1984）
- 女と男の名誉 Prizzi's Honor（1985）
- ザ・デッド/「ダブリン市民」より The Dead（1987）

### 脚本作品
- 黒蘭の女 Jezebel（1938）※ノンクレジットで第2班監督も
- 偉人エーリッヒ博士 Dr. Ehrlich's Magic Bullet（1940）
- ハイ・シェラ High Sierra（1941）
- ヨーク軍曹 Sergeant York（1941）
- オーソン・ウェルズINストレンジャー The Stranger（1946）

### 出演作品
- 黄金 The Treasure of the Sierra Madre（1948）
- 枢機卿 The Cardinal（1963）
- キャンディ - Cindy（1968）
- マイラ Myra Breckinridge（1970）
- 荒野に生きる Man in the Wilderness（1971）
- 最後の猿の惑星 Battle for the Planet of the Apes（1973）
- チャイナタウン Chinatown（1974）
- 風とライオン The Wind and the Lion（1975）
- テンタクルズ - Tentacles（1977）
- ザ・ビジター The visitor（1979）
- モモ Momo（1986）

## 受賞歴
※本来はプロデューサーが受取人である作品賞の受賞・ノミネートも含む。
| 賞                                   | 年     | 部門                                | 作品                                | 結果       |
| ------------------------------------ | ------ | ----------------------------------- | ----------------------------------- | ---------- |
| アカデミー賞                         | 1940年 | 脚本賞                              | 『偉人エーリッヒ博士』              | ノミネート |
| アカデミー賞                         | 1941年 | 作品賞                              | 『マルタの鷹』                      | ノミネート |
| アカデミー賞                         | 1941年 | 脚色賞                              | 『マルタの鷹』                      | ノミネート |
| アカデミー賞                         | 1941年 | 脚本賞                              | 『ヨーク軍曹』                      | ノミネート |
| アカデミー賞                         | 1948年 | 作品賞                              | 『黄金』                            | ノミネート |
| アカデミー賞                         | 1948年 | 監督賞                              | 『黄金』                            | 受賞       |
| アカデミー賞                         | 1948年 | 脚色賞                              | 『黄金』                            | 受賞       |
| アカデミー賞                         | 1950年 | 監督賞                              | 『アスファルト・ジャングル』        | ノミネート |
| アカデミー賞                         | 1950年 | 脚色賞                              | 『アスファルト・ジャングル』        | ノミネート |
| アカデミー賞                         | 1951年 | 監督賞                              | 『アフリカの女王』                  | ノミネート |
| アカデミー賞                         | 1951年 | 脚色賞                              | 『アフリカの女王』                  | ノミネート |
| アカデミー賞                         | 1952年 | 作品賞                              | 『赤い風車』                        | ノミネート |
| アカデミー賞                         | 1952年 | 監督賞                              | 『赤い風車』                        | ノミネート |
| アカデミー賞                         | 1957年 | 脚色賞                              | 『白い砂』                          | ノミネート |
| アカデミー賞                         | 1963年 | 助演男優賞                          | 『枢機卿』                          | ノミネート |
| アカデミー賞                         | 1975年 | 脚色賞                              | 『王になろうとした男』              | ノミネート |
| アカデミー賞                         | 1985年 | 作品賞                              | 『女と男の名誉』                    | ノミネート |
| アカデミー賞                         | 1985年 | 監督賞                              | 『女と男の名誉』                    | ノミネート |
| ゴールデングローブ賞                 | 1948年 | 作品賞                              | 『黄金』                            | 受賞       |
| ゴールデングローブ賞                 | 1948年 | 監督賞                              | 『黄金』                            | 受賞       |
| ゴールデングローブ賞                 | 1950年 | 監督賞                              | 『アスファルト・ジャングル』        | ノミネート |
| ゴールデングローブ賞                 | 1950年 | 脚本賞                              | 『アスファルト・ジャングル』        | ノミネート |
| ゴールデングローブ賞                 | 1962年 | 作品賞 (ドラマ部門)                 | 『フロイド/隠された欲望』           | ノミネート |
| ゴールデングローブ賞                 | 1962年 | 監督賞                              | 『フロイド/隠された欲望』           | ノミネート |
| ゴールデングローブ賞                 | 1963年 | 助演男優賞                          | 『枢機卿』                          | 受賞       |
| ゴールデングローブ賞                 | 1964年 | 作品賞 (ドラマ部門)                 | 『イグアナの夜』                    | ノミネート |
| ゴールデングローブ賞                 | 1964年 | 監督賞                              | 『イグアナの夜』                    | ノミネート |
| ゴールデングローブ賞                 | 1974年 | 助演男優賞                          | 『チャイナタウン』                  | ノミネート |
| ゴールデングローブ賞                 | 1985年 | 作品賞 (ミュージカル・コメディ部門) | 『女と男の名誉』                    | 受賞       |
| ゴールデングローブ賞                 | 1985年 | 監督賞                              | 『女と男の名誉』                    | 受賞       |
| ニューヨーク映画批評家協会賞         | 1948年 | 作品賞                              | 『黄金』                            | 受賞       |
| ニューヨーク映画批評家協会賞         | 1948年 | 監督賞                              | 『黄金』                            | 受賞       |
| ニューヨーク映画批評家協会賞         | 1950年 | 監督賞                              | 『アスファルト・ジャングル』        | ノミネート |
| ニューヨーク映画批評家協会賞         | 1951年 | 監督賞                              | 『アフリカの女王』                  | ノミネート |
| ニューヨーク映画批評家協会賞         | 1956年 | 作品賞                              | 『白鯨』                            | ノミネート |
| ニューヨーク映画批評家協会賞         | 1956年 | 監督賞                              | 『白鯨』                            | 受賞       |
| ニューヨーク映画批評家協会賞         | 1956年 | 脚本賞                              | 『白鯨』                            | ノミネート |
| ニューヨーク映画批評家協会賞         | 1985年 | 作品賞                              | 『女と男の名誉』                    | 受賞       |
| ニューヨーク映画批評家協会賞         | 1985年 | 監督賞                              | 『女と男の名誉』                    | 受賞       |
| ニューヨーク映画批評家協会賞         | 1987年 | 監督賞                              | 『ザ・デッド/「ダブリン市民」より』 | 次点       |
| ナショナル・ボード・オブ・レビュー賞 | 1948年 | 脚本賞                              | 『黄金』                            | 受賞       |
| ナショナル・ボード・オブ・レビュー賞 | 1950年 | 監督賞                              | 『アスファルト・ジャングル』        | 受賞       |
| ナショナル・ボード・オブ・レビュー賞 | 1956年 | 監督賞                              | 『白鯨』                            | 受賞       |
| ナショナル・ボード・オブ・レビュー賞 | 1984年 | 生涯功労賞                          | -                                   | 受賞       |
| 英国アカデミー賞                     | 1949年 | 総合作品賞                          | 『黄金』                            | ノミネート |
| 英国アカデミー賞                     | 1950年 | 総合作品賞                          | 『アスファルト・ジャングル』        | ノミネート |
| 英国アカデミー賞                     | 1951年 | 総合作品賞                          | 『勇者の赤いバッヂ』                | ノミネート |
| 英国アカデミー賞                     | 1952年 | 総合作品賞                          | 『アフリカの女王』                  | ノミネート |
| 英国アカデミー賞                     | 1953年 | 総合作品賞                          | 『赤い風車』                        | ノミネート |
| 英国アカデミー賞                     | 1953年 | 英国作品賞                          | 『赤い風車』                        | ノミネート |
| 英国アカデミー賞                     | 1957年 | 総合作品賞                          | 『白い砂』                          | ノミネート |
| 英国アカデミー賞                     | 1974年 | 助演男優賞                          | 『チャイナタウン』                  | ノミネート |
| 英国アカデミー賞                     | 1979年 | フェローシップ賞                    | -                                   | 受賞       |
| 全米監督協会賞                       | 1950年 | 長編映画監督賞                      | 『アスファルト・ジャングル』        | ノミネート |
| 全米監督協会賞                       | 1956年 | 長編映画監督賞                      | 『白鯨』                            | ノミネート |
| 全米監督協会賞                       | 1957年 | 長編映画監督賞                      | 『白い砂』                          | ノミネート |
| 全米監督協会賞                       | 1961年 | 長編映画監督賞                      | 『荒馬と女』                        | ノミネート |
| 全米監督協会賞                       | 1964年 | 長編映画監督賞                      | 『イグアナの夜』                    | ノミネート |
| 全米監督協会賞                       | 1982年 | D・W・グリフィス賞                  | -                                   | 受賞       |
| 全米監督協会賞                       | 1985年 | 長編映画監督賞                      | 『女と男の名誉』                    | ノミネート |
| ヴェネツィア国際映画祭               | 1952年 | 銀獅子賞                            | 『赤い風車』                        | 受賞       |
| ヴェネツィア国際映画祭               | 1985年 | 栄誉金獅子賞                        | -                                   | 受賞       |
| ナストロ・ダルジェント賞             | 1957年 | 外国映画賞                          | 『白鯨』                            | 受賞       |
| ダヴィッド・ディ・ドナテッロ賞       | 1966年 | 外国監督賞                          | 『天地創造』                        | 受賞       |
| ダヴィッド・ディ・ドナテッロ賞       | 1986年 | 外国監督賞                          | 『女と男の名誉』                    | ノミネート |
| ダヴィッド・ディ・ドナテッロ賞       | 1988年 | 外国映画賞                          | 『ザ・デッド/「ダブリン市民」より』 | ノミネート |
| ダヴィッド・ディ・ドナテッロ賞       | 1988年 | 外国監督賞                          | 『ザ・デッド/「ダブリン市民」より』 | ノミネート |
| カンザスシティ映画批評家協会賞       | 1974年 | 助演男優賞                          | 『チャイナタウン』                  | 受賞       |
| ロサンゼルス映画批評家協会賞         | 1979年 | 生涯功労賞                          | -                                   | 受賞       |
| リンカーン・センター映画協会         | 1980年 | Chaplin Award Gala                  | -                                   | 受賞       |
| ゴールデンラズベリー賞               | 1982年 | 最低作品賞                          | 『アニー』                          | ノミネート |
| ゴールデンラズベリー賞               | 1982年 | 最低監督賞                          | 『アニー』                          | ノミネート |
| AFI賞                                | 1983年 | 生涯功労賞                          | -                                   | 受賞       |
| 全米映画批評家協会賞                 | 1985年 | 作品賞                              | 『女と男の名誉』                    | 2位        |
| 全米映画批評家協会賞                 | 1985年 | 監督賞                              | 『女と男の名誉』                    | 受賞       |
| 全米映画批評家協会賞                 | 1987年 | 作品賞                              | 『ザ・デッド/「ダブリン市民」より』 | 受賞       |
| 全米映画批評家協会賞                 | 1987年 | 監督賞                              | 『ザ・デッド/「ダブリン市民」より』 | 2位        |
| ボストン映画批評家協会賞             | 1985年 | 英語映画賞                          | 『女と男の名誉』                    | 受賞       |
| ボストン映画批評家協会賞             | 1985年 | 監督賞                              | 『女と男の名誉』                    | 受賞       |
| インディペンデント・スピリット賞     | 1987年 | 作品賞                              | 『ザ・デッド/「ダブリン市民」より』 | ノミネート |
| インディペンデント・スピリット賞     | 1987年 | 監督賞                              | 『ザ・デッド/「ダブリン市民」より』 | 受賞       |
| 東京国際映画祭                       | 1987年 | 特別功労賞                          | 『ザ・デッド/「ダブリン市民」より』 | 受賞       |
| ロンドン映画批評家協会賞             | 1988年 | 監督賞                              | 『ザ・デッド/「ダブリン市民」より』 | 受賞       |
| フォトグラマス・デ・プラータ         | 1988年 | 外国語映画賞                        | 『ザ・デッド/「ダブリン市民」より』 | 受賞       |
| フランス映画批評家協会賞             | 1988年 | 外国語映画賞                        | 『ザ・デッド/「ダブリン市民」より』 | 受賞       |
| ボディル賞                           | 1989年 | アメリカ映画賞                      | 『ザ・デッド/「ダブリン市民」より』 | 受賞       |

## 関連文献
- ジョン・ヒューストン『王になろうとした男』 宮本高晴訳、清流出版、2006年、ISBN 4860291530

- Brill, Lesley, John Huston's Filmmaking, Cambridge University Press, 1997.
- Grobel, Lawrence, The Hustons: The Life and Times of a Hollywood Dynasty, Skyhorse, 2014.
- Hammen, Scott, John Huston, Boston : Twayne, 1985.
- Long, Robert Emmet, John Huston : interviews, University Press of Mississippi, 2001.
- Madsen, Axel, John Huston: A Biography, Open Road Distribution, 2015.
- Meyers, Jeffrey, John Huston : courage and art, New York : Crown Archetype, c2011.